# Pallavolo ai V Giochi panamericani - Torneo maschile
Il IV campionato di pallavolo maschile ai Giochi panamericani si è svolto dal 25 luglio al 1º agosto 1967 a Winnipeg, in Canada, durante i V Giochi panamericani. Al torneo hanno partecipato 9 squadre nazionali nordamericane e sudamericane e la vittoria finale è andata per la terza volta al Stati Uniti.

## Squadre partecipanti
| - Argentina - Bahamas - Brasile - Canada - Cuba - Messico - Porto Rico - Stati Uniti - Venezuela |

## Classifica finale
| Classifica | Squadre     |
| ---------- | ----------- |
|            | Stati Uniti |
|            | Brasile     |
|            | Cuba        |
| 4          | Messico     |
| 5          | Venezuela   |
| 6          | Canada      |
| 7          | Argentina   |
| 8          | Porto Rico  |
| 9          | Bahamas     |